# Aurel Vernescu
Aurel Vernescu, född 23 januari 1939 i Bukarest, Rumänien, död  där 1 december 2008, var en rumänsk kanotist.
Han tog OS-brons i K-1 1000 meter och OS-brons i K-4 1000 meter i de olympiska kanottävlingarna 1964 i Tokyo.
Han tog OS-silver i K-4 1000 meter i samband med de olympiska kanottävlingarna 1972 i München.